# Keetmanshoop-Land
Keetmanshoop-Land (englisch Keetmanshoop Rural) ist ein Wahlkreis in der Region ǁKharasKlicklaut im südlichen Namibia.
Der Wahlkreis Keetmanshoop-Land hat eine Gesamtbevölkerung von 8744 Einwohnern (Stand 2023) und umgibt den gleichnamigen Stadtkreis Keetmanshoop (englisch Keetmanshoop Urban). Der Wahlkreis hat eine Fläche von 37.992 Quadratkilometer.
Im Kreis befinden sich auch der Köcherbaumwald, Giants Playground (Spielplatz der Riesen), der Naute-Damm, sowie die Ortschaften Aroab (mit Grenzübergang nach Südafrika in Rietfontein), Koës und Seeheim.

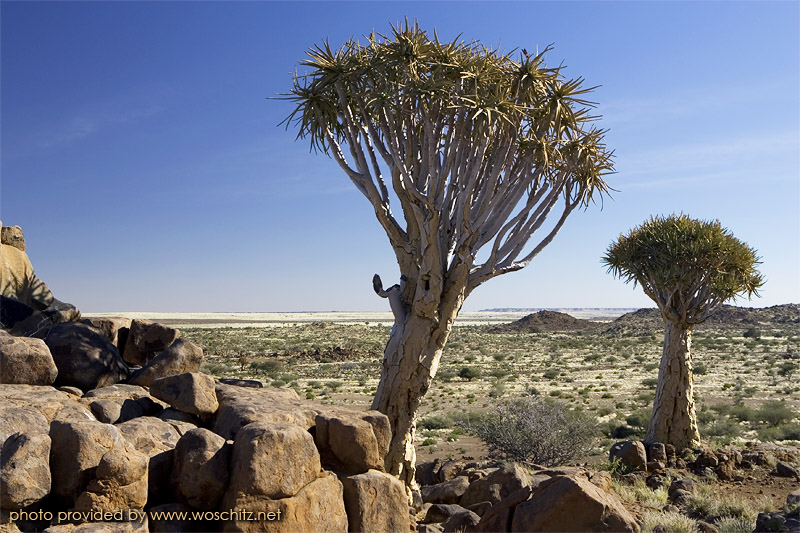
Köcherbäume sind typisch für Keetmanshoop

## Wahlen
| Wahl | Name             | Partei | Stimmenanteil |
| ---- | ---------------- | ------ | ------------- |
| 1992 |                  |        |               |
| 1998 | Jonathan Goliath | SWAPO  | 64,4 %        |
| 2004 | Willem Appollus  | SWAPO  | 42,2 %        |
| 2010 | Jims Christiaan  | SWAPO  | 38,6 %        |
| 2015 | Elias Kharuxab   | SWAPO  | 63,4 %        |
| 2020 | Gerrit Witbooi   | LPM    | 57,4 %        |